# Audomaro
Audomaro  è un nome proprio di persona italiano maschile.

## Varianti
- Maschili: Otmaro

### Varianti in altre lingue
- Ceco: Otmar[2]
- Germanico: Audomar[3], Audamar[2][3], Audemar[3], Automar[3], Autmar[3], Aotmar[3], Otmar[2][3], Othmar[2][3], Ommar[3]
- Latino: Audomarus[1]
- Polacco: Audomar, Otmar
- Tedesco: Othmar[2], Ottmar[2], Ottomar[2]

## Origine e diffusione
Deriva dal nome germanico Audamar, composto dagli elementi od (o aud, "ricchezza", "patrimonio") e meri (o mer, mers, "famoso", "celebre"), e può quindi significare "celebre per le sue ricchezze".
Viene sovente confuso con altri nomi quali Ademaro, Adelmiro e Aldemaro, che hanno però origine differente; in rari casi, il nome Omero può costituire un derivato di Audamar.

## Onomastico
L'onomastico si può festeggiare in memoria di sant'Otmar di San Gallo, sacerdote, il 16 novembre, oppure il 9 settembre in ricordo di sant'Audomaro di Thérouanne, vescovo, chiamato anche sant'Omero.

## Persone
- Audomaro di Thérouanne, vescovo e santo francese

### Variante Otmar

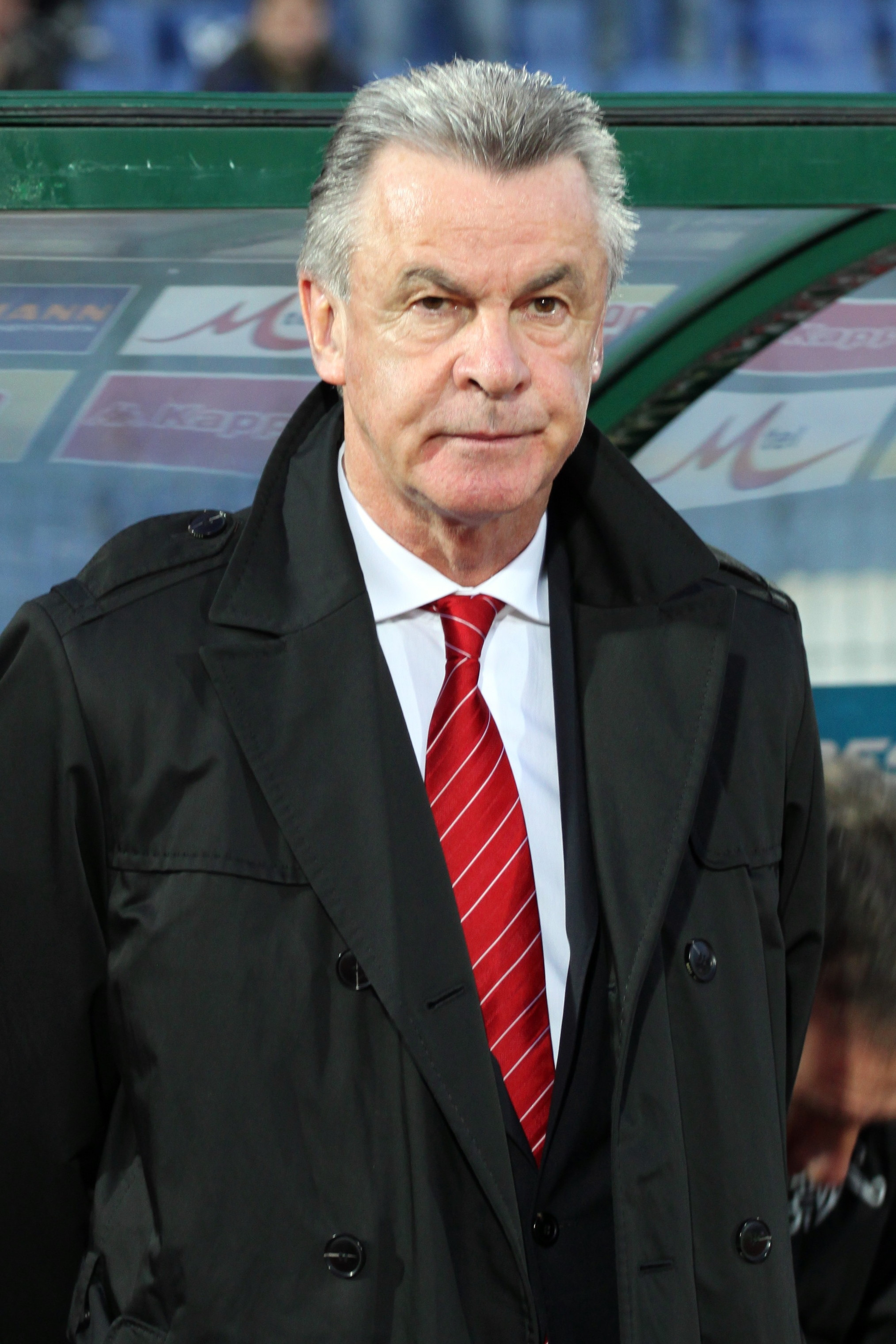
Ottmar Hitzfeld

- Otmar di San Gallo, monaco, missionario e santo svizzero
- Otmar Freiherr von Verschuer, medico e biologo tedesco
- Otmar Gazzari, calciatore italiano
- Otmar Gutmann, produttore televisivo, regista e animatore tedesco
- Otmar Mäder, vescovo cattolico svizzero
- Otmar Nussio, compositore, flautista e direttore d'orchestra svizzero
- Otmar Striedinger, sciatore alpino austriaco
- Otmar Suitner, diretto d'orchestra austriaco

### Variante Ottmar

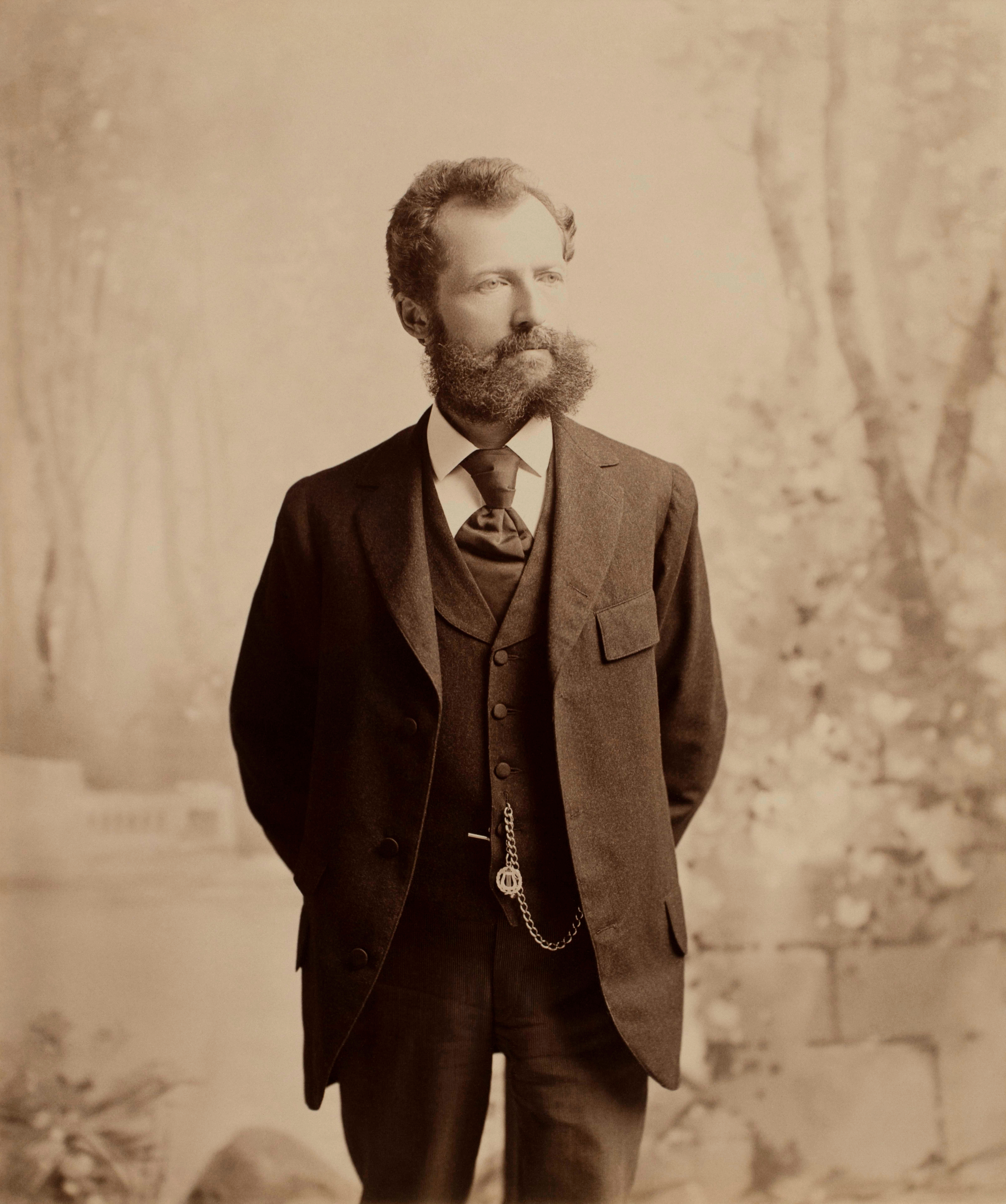
Ottmar Mergenthaler

- Ottmar Hitzfeld, allenatore di calcio e calciatore tedesco
- Ottmar Liebert, chitarrista e compositore tedesco
- Ottmar Mergenthaler, inventore e orologiaio tedesco naturalizzato statunitense
- Ottmar Walter, calciatore tedesco

### Variante Othmar
- Othmar Ammann, ingegnere svizzero
- Othmar Mága, direttore d'orchestra tedesco
- Othmar Reiser, ornitologo austriaco
- Othmar Schoeck, compositore e direttore d'orchestra svizzero
- Othmar Spann, filosofo, sociologo ed economista austriaco
- Othmar Zeidler, chimico austriaco